# خانه گازر
خانه گازر مربوط به دوره قاجار است و در شوشتر، محله دلدل، پشت زینبیه کلانتر، کوچه افضلان، کوچه شهید قصاب نژاد واقع شده و این اثر در تاریخ ۷ خرداد ۱۳۸۷ با شمارهٔ ثبت ۲۳۰۰۷ به‌عنوان یکی از آثار ملی ایران به ثبت رسیده است.
بنای این اثر ملی در دو طبقه و طبقات بالایی روی شبستان ساخته شده است. در ساخت این بنا از مصالحی چون سنگ، آجر و ملات گچ استفاده شده و دارای تزئینات معماری سنتی بسیار زیبا است.